# Peter Josef Heinrichs
Peter Josef Heinrichs (* 13. August 1815 in Opladen, Lützenkirchen-Lehn; † 20. April 1892 zu Wermelskirchen) war ein deutscher Lehrer und Heimatforscher.
Nach Absolvierung des Lehrerseminars in Brühl war er seit 1838 Lehrer in Köln. Ab dem 7. Juli 1842 war er als Lehrer der katholischen Schule in Wermelskirchen tätig. Seine berufliche Laufbahn beendete er nach 52-jährigen Tätigkeit am 1. Mai 1890. Seit dem 30. Januar 1861 war er verheiratet mit Maria Catherine Büschel, mit der er sieben Kinder hatte.
Peter Joseph Heinrichs veröffentlichte im Jahre 1857 Ein kurzgefasstes Rechenbuch; Denk-, Sprach- und Stylübungen gedruckt bei Martini & Grüttefien in Elberfeld; Schreiblesefibel, gedruckt bei Julius Schellhoff, Elberfeld; Die Vereinigung der Länder Jülich. Kleve, Berg, Mark und Ravensberg und ihre Verbindung mit den brandenburgisch-preussischen Landen unter dem erlauchten Geschlecht der Hohenzollern.
Er war Inhaber des Adlers zum Hohenzoller’schen Hausorden und des Königlichen Kronenordens IV. Klasse. Die Ehrungen erhielt er u. a. für seine Publikation über die Geschichte des Bergischen Landes in der er die Verwandtschaft des Hauses Hohenzollern mit dem Bergischen Grafenhaus beschrieb. Im Jahr 1882 legte er eine Karte der Stadt Wermelskirchen vor, mit zwei Nebenkarten über den denkbaren Zustand der Ortschaft im Jahr 885 und im Jahr 1800. Zeichnungen der Anlage von Kloster Altenberg und der ersten Kirche in Dabringhausen-Grunewald 1863 folgten.
In einer kleinen Untersuchung mit anschließender Veröffentlichung legte Heinrichs die Grundlage für die 1000-Jahr-Feier von Wermelskirchen im Jahre 1885. Er verließ sich dazu auf Informationen des Kölner Historiographen Aegidius Gelenius im Archiv aus dem Stift St. Andreas. Heinrichs herausragende Leistung war die Erforschung und Publikation der Geschichte Wermelskirchens von 1892. Ein Reprint dieser beiden schriftlichen Veröffentlichungen mit der Karte erschien 1991 unter dem Titel Alt-Wermelskirchen.

## Werke
- Die Stadt Wermelskirchen im Jahr 1882, nach den Katasterkarten des Stadtbezirks und eigenen Messungen im Massstab wie 1:3333 1/3 gezeichnet und herausgegeben bei Lith. Anst. v. Henry in Bonn
- Die Gründung Wermelskirchens um das Jahr 885. Privatdruck, Druckerei Krenzler, Wermelskirchen o. J. (1885)
- Geschichte des Bergischen Landes, seiner Burgen, Rittersitze, Abteien und geschichtlich merkwürdigen Orte ... für Schule und Haus erzählt von P. Jos. Heinrichs, emer. Hauptlehrer, Köln 1890
- Geschichte der Stadt und Stadtgemeinde Wermelskirchen. Aus zuverlässigen Quellen zusammengestellt. Druck W. Krenzler, Wermelskirchen 1892
- Alt-Wermelskirchen. Drei Bücher zur Stadtgeschichte. Hrsg. K.J.Breidenbach, Wermelskirchen 1991, ISBN 3-980-2801-0-1

| Personendaten    | Personendaten                       |
| ---------------- | ----------------------------------- |
| NAME             | Heinrichs, Peter Josef              |
| KURZBESCHREIBUNG | deutscher Lehrer und Heimatforscher |
| GEBURTSDATUM     | 13. August 1815                     |
| GEBURTSORT       | Opladen, Lützenkirchen-Lehn         |
| STERBEDATUM      | 20. April 1892                      |
| STERBEORT        | Wermelskirchen                      |